# Corendon Dutch Airlines
Corendon Dutch Airlines ist eine niederländische Billigfluggesellschaft mit Sitz in Lijnden und Basis auf dem Flughafen Amsterdam Schiphol. Sie ist eine Schwestergesellschaft der türkischen Corendon Airlines und der maltesischen Corendon Airlines Europe.

## Geschichte

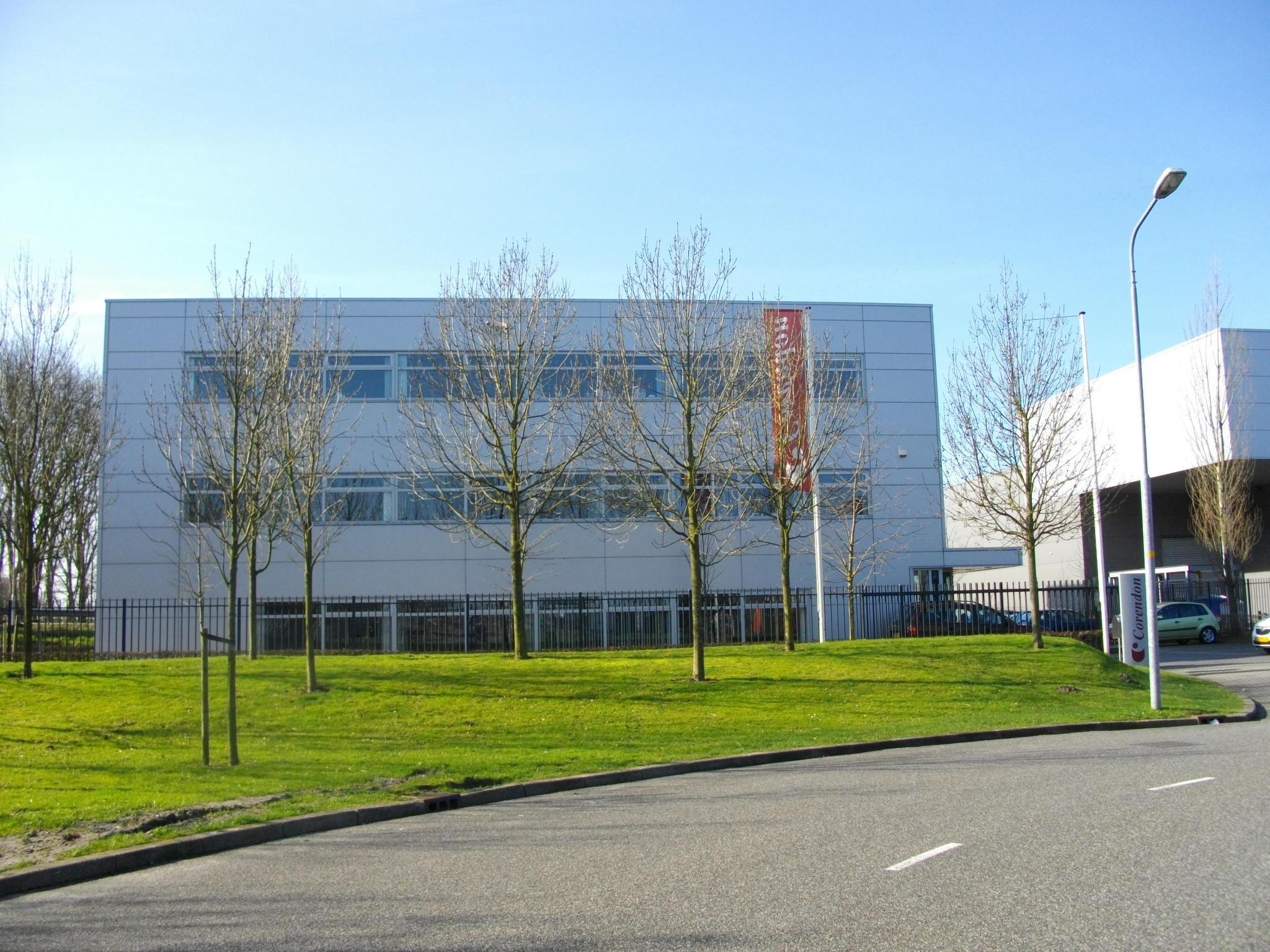
Sitz der Corendon Dutch Airlines in Lijnden

Corendon Dutch Airlines wurde 2011 gegründet. Das erste Flugzeug der Corendon Dutch Airlines, eine gebrauchte Boeing 737-800 mit dem Luftfahrzeugkennzeichen PH-CDE, traf am 28. April 2011 am Flughafen Amsterdam Schiphol ein. Es wurde zunächst auf den Namen „Cornelis Haga“ getauft, jedoch im Februar 2018 in Pride of Limburg umbenannt. Der Erstflug fand unter der Flugnummer CND603 statt und verlief von Amsterdam nach Dalaman. 2019 sollte Corendon Dutch Airlines an die deutsch-schwedische Finanzfirma Triton verkauft werden.
Corendon Dutch Airlines ist die erste Fluggesellschaft der EU, die eine Boeing 737 Max 9 (PH-CDB) übernommen hat. Erstflug war am 7. Oktober 2023.
Seit dem 3. November 2023 führt Corendon Dutch Airlines eigene Langstreckenflüge durch. Diese werden mit einem Airbus A350 der World2Fly betrieben, um künftig das Potenzial für eigene Langstreckenflugzeuge zu untersuchen. Ziel der Flüge ist die niederländische Karibikinsel Curaçao, für welche bisher Kontingente bei KLM gekauft worden sind.

## Flugziele
Corendon Dutch Airlines verbindet Amsterdam mit Zielen zu typischen Urlaubszielen im Mittelmeerraum, dem Schwarzen Meer, Ägypten, den Kanarischen Inseln und der Karibikinsel Curaçao.

## Flotte
Mit Stand April 2025 besteht die Flotte der Corendon Dutch Airlines aus vier Flugzeugen mit einem Durchschnittsalter von 1,6 Jahren:
| Flugzeugtyp      | Anzahl | bestellt | Anmerkungen               | Sitzplätze | Durchschnittsalter |
| ---------------- | ------ | -------- | ------------------------- | ---------- | ------------------ |
| Airbus A350-900  | 1      |          | betrieben durch World2Fly | 432        | 2,0 Jahre          |
| Boeing 737 MAX 9 | 3      |          |                           | 219        | 1,4 Jahre          |
| Gesamt           | 4      | –        |                           |            | 1,6 Jahre          |

### Aktuelle Sonderbemalungen
| Flugzeugtyp      | Luftfahrzeugkennzeichen | Bemalung           | Zeitraum        | Bild |
| ---------------- | ----------------------- | ------------------ | --------------- | --- |
| Boeing 737 MAX 9 | PH-CDQ                  | „25th Anniversary“ | seit April 2025 | Bild gesucht Die Wikipedia wünscht sich an dieser Stelle ein Bild. Falls du dabei helfen möchtest, erklärt die Anleitung , wie das geht. |

### Ehemalige Sonderbemalungen
| Flugzeugtyp    | Luftfahrzeugkennzeichen | Bemalung                      | Zeitraum                  | Bild |
| -------------- | ----------------------- | ----------------------------- | ------------------------- | --- |
| Boeing 737-800 | PH-CDE                  | „Eurovision - Rotterdam 2020“ | Februar 2020 bis Mai 2021 | Bild gesucht Die Wikipedia wünscht sich an dieser Stelle ein Bild. Falls du dabei helfen möchtest, erklärt die Anleitung , wie das geht. |
| Boeing 737-800 | PH-CDF                  | „VriendenLoterij“             | April 2017 bis März 2019  | |

### Ehemalige Flugzeugtypen
In der Vergangenheit setzte Corendon Dutch Airlines bereits folgende Flugzeugtypen ein:
- Boeing 737-400
- Boeing 737-800
- Airbus A320